# OLE Automation
En los programas de aplicación de Microsoft Windows, OLE Automation (posteriormente renombrado por Microsoft a Automation), es un mecanismo formal de comunicación entre procesos basado en COM. Facilita una infraestructura que permite que aplicaciones llamadas automation controllers puedan acceder, manipular y compartir automation objects (por ejemplo, propiedades o métodos de otras aplicaciones). El predecesor Dynamic Data Exchange (DDE) fue un antiguo mecanismo de control entre aplicaciones. Como con DDE, en OLE Automation el controlador es el "cliente" y, la aplicación que exporta los objetos de automatización, el servidor.
- Datos: Q2506700